# Zwerg-Italiener

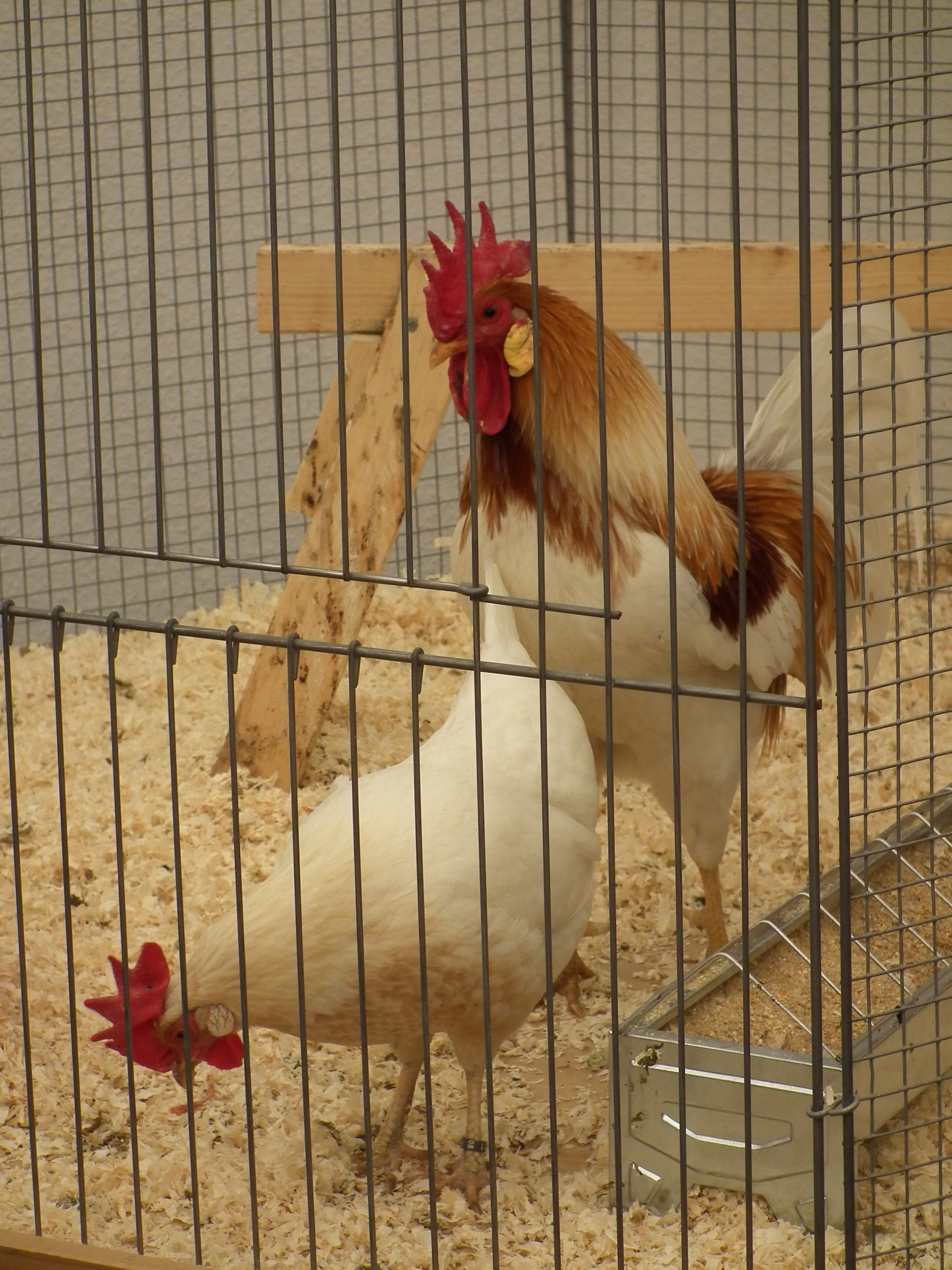
Zwerg-Italiener, rotgesattelt

Der Zwerg-Italiener ist eine Hühnerrasse.

## Herkunft
Um 1900 soll es schon Zwerg-Italiener in Deutschland im rebhuhnfarbigen Schlag gegeben haben. Als Großform gilt die Rasse Italiener.

## Rassengeschichte
Die Rasse wurde etwa 1920 aus Großbritannien importiert. Schumann, Gotha, zeigte zum ersten Mal Tiere in der richtigen Zwergengröße. Die Hähne waren rebhuhnfarbig, die Henne goldfarbig. Gleichzeitig gab es Weiße von O. Bartsch, Berlin. Wurden 1956 von R. Ernst und L. Höner wieder erzüchtet. Schwarz 1919 von O. Bartsch, zunächst nur in rosenkämmig. Silberfarbig und Blaue 1924, Gestreifte und Orangefarbige 1935. Porzellanfarbige wurden ab 1975 bei E. Imberger, Frielendorf, wieder erzüchtet.

## Beschreibung

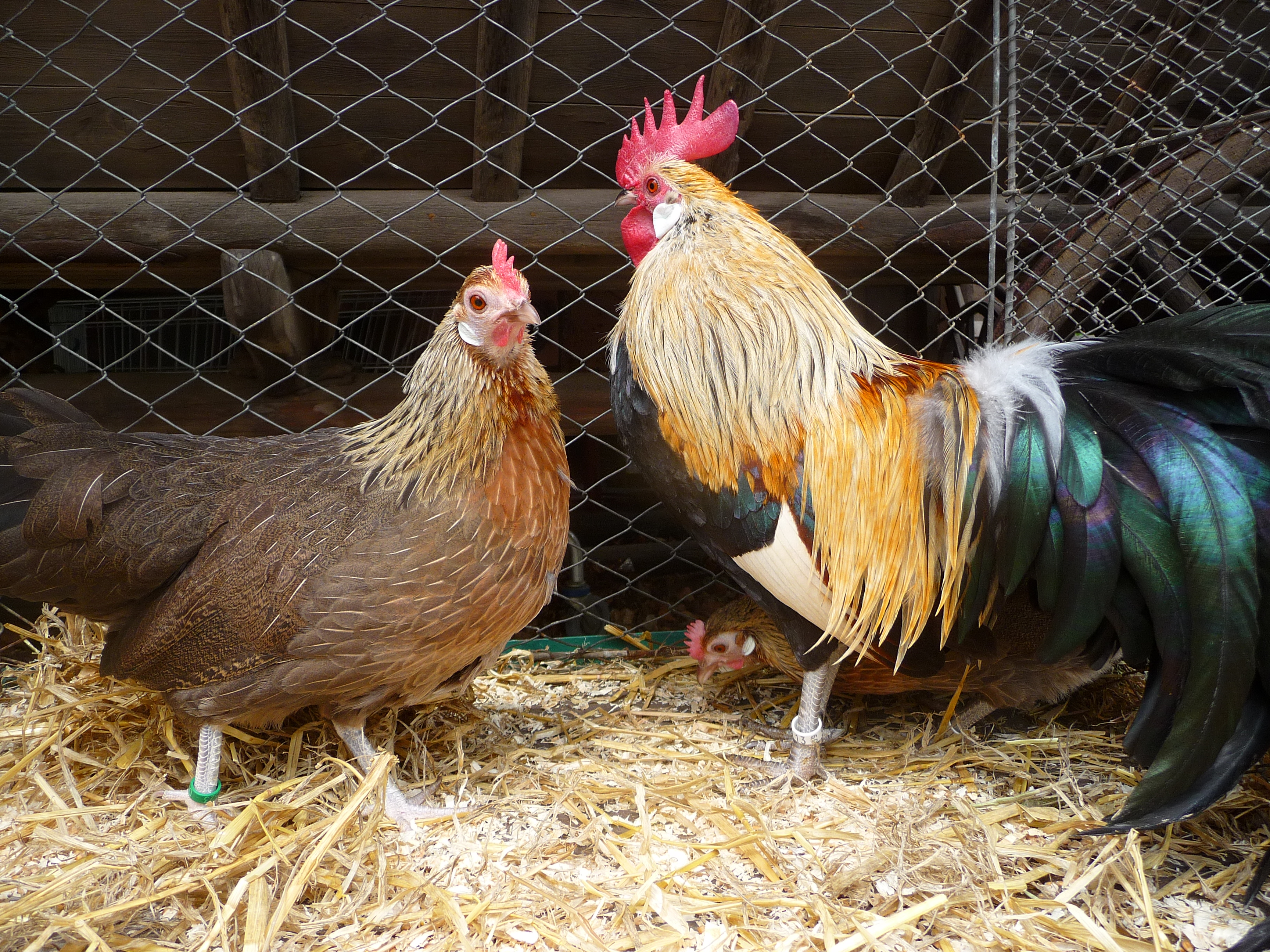
Zwerg-Italiener, orangefarbig

### Form und Kopf
Lange, schlanke Walzenform mit fließenden Linien. Volle Brust- und Schulterpartie, gerundeter Bauch. Möglichst waagrechte Körperhaltung. Gut besichelter Hahnenschwanz, leicht aufsteigend. Auch bei der Henne Schwanzansatz recht breit. Der lange Rücken steigt im Sattel leicht an. Noch sichtbare Schenkel, mittelhohe Läufe. Zwei Kammvarianten: stehkämmig mit umliegender Fahne bei der Henne; rosenkämmig, fein geperlt, nach hinten schmaler werdend mit einem gesenkten, nicht aufliegenden Dorn. Nicht zu lange Kehllappen, weiße Ohrscheiben, rote Augen.

### Farbschläge
- Rebhuhnfarbig
- goldfarbig
- rot gezeichnet
- Blau-rebhuhnfarbig
- Blau-goldfarbig
- Silberfarbig
- orangefarbig
- Weiß-schwarzcolumbia
- Gelb-schwarzcolumbia
- Schwarz
- Blau
- Weiß
- Gelb
- Rot
- Gestreift
- Kennfarbig
- Gold-weißgesäumt
- Porzellanfarbig
- Lachsfarbig
- Perlgrau-Orangefarbig
- Gelbsperber

### Daten
|                  | Hahn   | Henne  |
| ---------------- | ------ | ------ |
| Gewicht          | 1,1 kg | 0,9 kg |
| Ringgröße        | 13     | 11     |
| Legeleistung     |        | 140    |
| Eierschalenfarbe |        | weiß   |
| Eigewicht        |        | 35 g   |